# DikinBaus Hot Dogs
«DikinBaus Hot Dogs» (titulado como «Salchichas DikinBaus» en Hispanoamérica) es el quinto episodio de la vigésima sexta temporada de la serie de televisión animada estadounidense South Park, y el episodio 324 de la serie en general. Se estrenó el 22 de marzo de 2023. La trama del episodio se centra en los planes de Eric Cartman de renovar y abrir un restaurante histórico en Colorado, después de que el cheque de pago que Butters Stotch gana en su nuevo trabajo en la heladería lo incita celosamente a hacerlo.

## Descripción oficial
Los chicos de South Park renuevan y abren un restaurante histórico en Colorado.

## Trama

### Sección 1
El Episodio comienza con Butters Stotch mostrándole a sus compañeros el primer cheque que ha ganado en su nuevo trabajo en la heladería. Les explica que las empresas tienen dificultad para contratar personal porque la gente no quiere trabajar, lo cual se conoce como «la gran renuncia laboral», y por esta razón contratan personas más jóvenes. Al escuchar esto, Eric Cartman siente envidia de Butters y decide trabajar también. Para logarlo pide permiso a su mamá Liane Cartman, quien al principio no acepta pero luego cede ante la presión de su hijo. Con el permiso de trabajo, Cartman acude a la heladería donde labora Butters para solicitar un puesto, pero éste no lo quiere como compañero, así que cuando arriba el administrador de la heladería, el señor Sullivan, Cartman utiliza su capacidad de convencimiento para ser contratado. 
Durante las primeras horas de trabajo, Eric muestra una pésima ética laboral y antes de que se cumplan sus primeras cuatro horas, decide que no quiere trabajar para otras personas porque se siente explotado, con lo cual se cumple el vaticinio de sus amigos y de su madre según el cual Cartman abandonaría rápidamente su puesto.

Motivado por una intuición de negocio repentina, Cartman se dirige donde su amigo Kenny, quien lo secunda en el emprendimiento, pero como ninguno de los dos tiene recursos económicos para comenzar, deciden convencer a Butters para que invierta su salario en el nuevo negocio, valiéndose de los consejos de un asesor financiero del «South Park Bank». Al principio aquel se resiste,  pero al final acepta ser socio inversor. De esta forma, mientras Butters trabaja arduamente en la heladería, Cartman y Kenny derrochan su dinero en la planificación y montaje del negocio, que será un puesto de perritos calientes llamado «Salchichas DikinBaus» (que es un juego de palabras que se traduce como «pene y bolas») en Coney Island, Colorado.

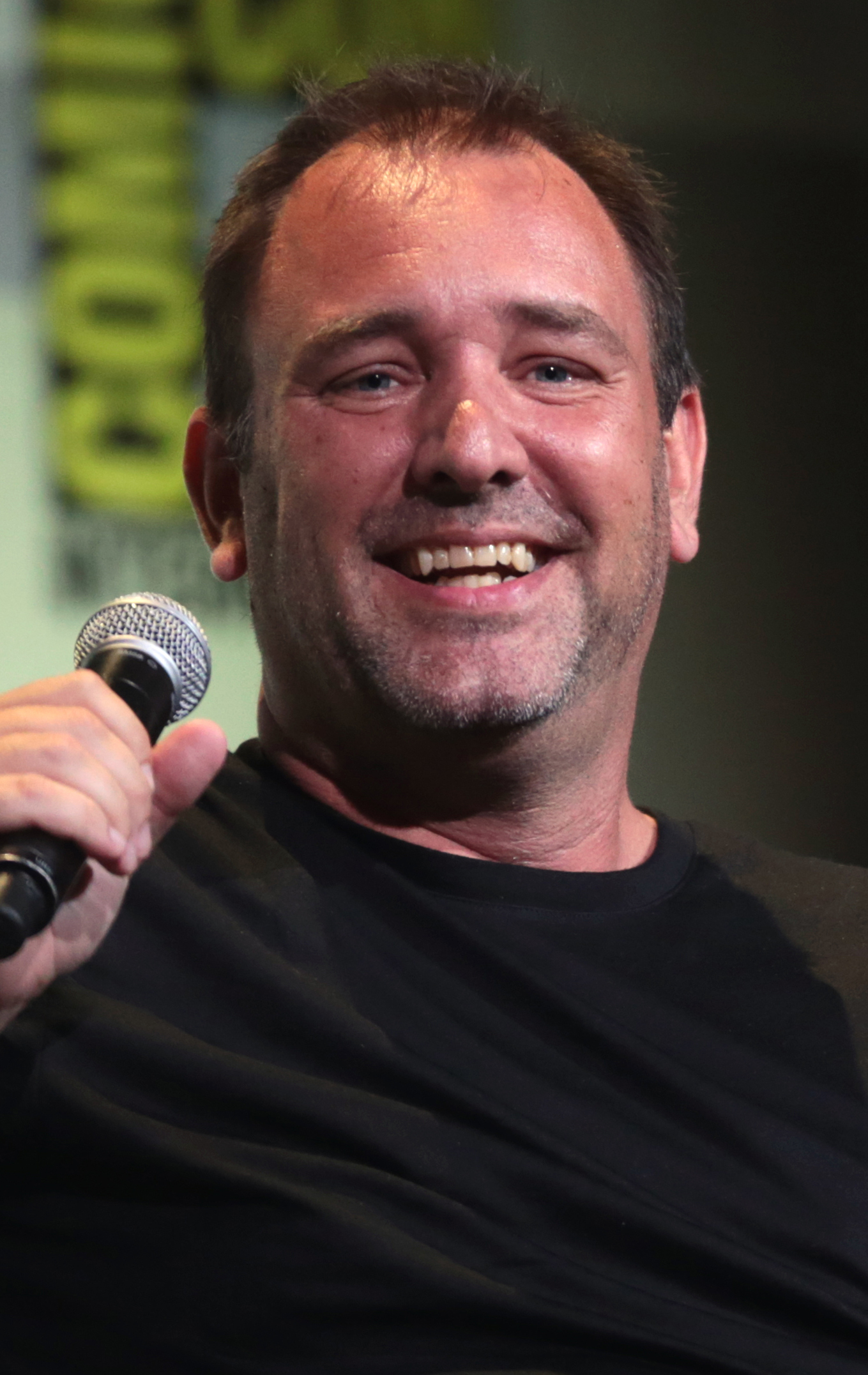
Trey Parkey escribió y dirigió el episodio «Salchichas DikinBaus» para South Park.

### Sección 2
El puesto de salchichas es en realidad el hogar donde habitan Cartman y su madre, quienes se vieron obligados a mudarse por culpa de Eric durante el episodio «City People» de la temporada vigesimoquinta.
Por su parte, Butters se encuentra disgustado con Cartman y Kenny porque no avanzan en el montaje del negocio. Sin embargo, estos continúan derrochando los recursos, instalando excentricidades y atracciones en el puesto de salchichas. Mientras tanto, Butters llega exhausto a casa después de su ardua jornada laboral, donde es cuestionado por sus padres debido a que su cuenta bancaria se encuentra sin fondos, no obstante trabajar en exceso. En este punto se da cuenta de que Cartman ha abusado de su confianza para gastar todos sus ahorros en el puesto de salchichas y decide confrontarlo telefónicamente, pero éste lo evade y le asegura que todo va bien.
Al día siguiente Cartman y Kenny inician sin éxito la contratación de personal para el puesto de salchichas debido a que casi nadie muestra interés en trabajar para ellos y quienes si lo están les exigen prerrogativas laborales que no pueden permitirse.

### Sección 3
Al final del episodio, Cartman y Kenny se ven obligados a reclutar a algunos de sus compañeros de escuela: Scott Malkinson, Clyde Donovan y una bebe de kindergarden, pero estos también solicitan beneficios laborales excesivos, como días de salud mental, periodos de descanso durante la jornada laboral, días de receso, entre otros. Frente a esta contrariedad Cartman se da por vencido y decide dejar el proyecto, pero en este momento arriba Butters y toma la decisión de abrir por sí mismo el puesto de salchichas y comenzar a trabajar sin ayuda de nadie, obteniendo un enorme éxito y gran afluencia de clientes; mientras Cartman lo ve trabajar, sin hacer nada y ganándose el crédito por haber tenido la idea del negocio.
De esta forma, Butters recupera completamente su inversión y se dirige nuevamente al asesor financiero quien le sugiere expandirse, pero aquel le dice que «él solo quería ser empleado de una heladería». Por esta razón decide vender «Salchichas DikinBaus» a inversores extranjeros y dado que el lugar se encuentra ocupado por los Cartman, los inversores acuerdan recomprar su antigua casa para que estos se muden a ella de nuevo. Mientras Liane arrastra a Cartman fuera del restaurante y de regreso a su antiguo hogar, éste grita en protesta: «¡Quiero DikinBaus! ¡Quiero mi DikinBaus!»

## Producción

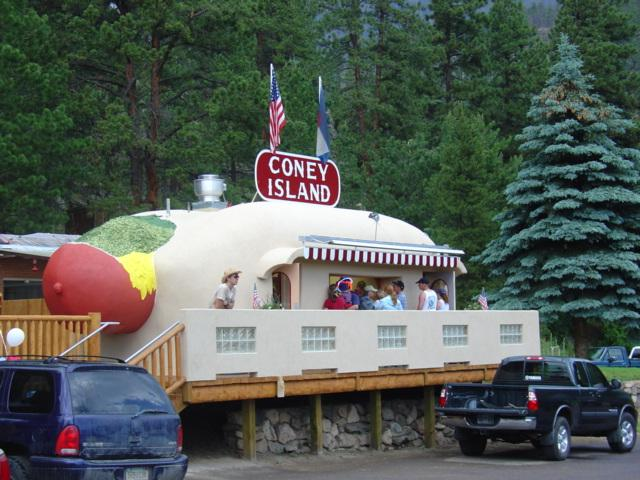
El puesto de perritos calientes “Coney Island” ubicado en Bailey, Colorado, inspiró la locación principal del episodio.

El episodio se tituló originalmente «DiKimble's Hot Dogs» y así fue anunciado en la página web oficial de South Park, pero posteriormente el nombre fue cambiado y salió al aire como «DikinBaus Hot Dogs».
Este es uno de los pocos episodios de toda la serie donde se presenta a Kenny McCormick sin su tradicional capucha y con el rostro expuesto. Se trata de la primera aparición del rostro del personaje desde el episodio octavo de la temporada decimosexta, llamado «Sarcastiball». Algunos críticos interpretaron esta situación como una posibilidad de que el programa regresara a sus raíces originales; es decir, al uso de un método narrativo donde cada episodio trabaja temáticas aisladas e independientes, no serializadas. Este regreso a los orígenes de la serie obedecería a algunas críticas negativas que recibieron los episodios de las temporadas serializadas (decimoctava a vigésimo quinta), según las cuales South Park había perdido su toque lúdico cuando el programa se centró en tramas largas y complicadas que duraban toda la temporada. A esto se sumó la necesidad de que los creadores de la serie tuvieran libertad para explorar historias inconexas más ambiciosas, debido a los compromisos adquiridos con Paramount en el año 2021, donde comprometieron seis temporadas más y catorce largometrajes especiales.
Durante el episodio, el personaje de Butters muestra su nueva postura personal y su desafío hacia Cartman. Su éxito al enfrentarse a Erick sin recurrir a la violencia demuestra su crecimiento y potencial frente al abuso. «DikinBaus Hot Dogs» marca un punto de inflexión para aquel, liberándolo de su relación tóxica con Cartman y allanando el camino para nuevas historias en la temporada 27 y más allá. Durante años, South Park ha enfatizado el contraste de Butters y las interacciones con Cartman. La personalidad inocente y la dulce ingenuidad del personaje lo convirtieron en el complemento perfecto para el constantemente intrigante y cínico Cartman.

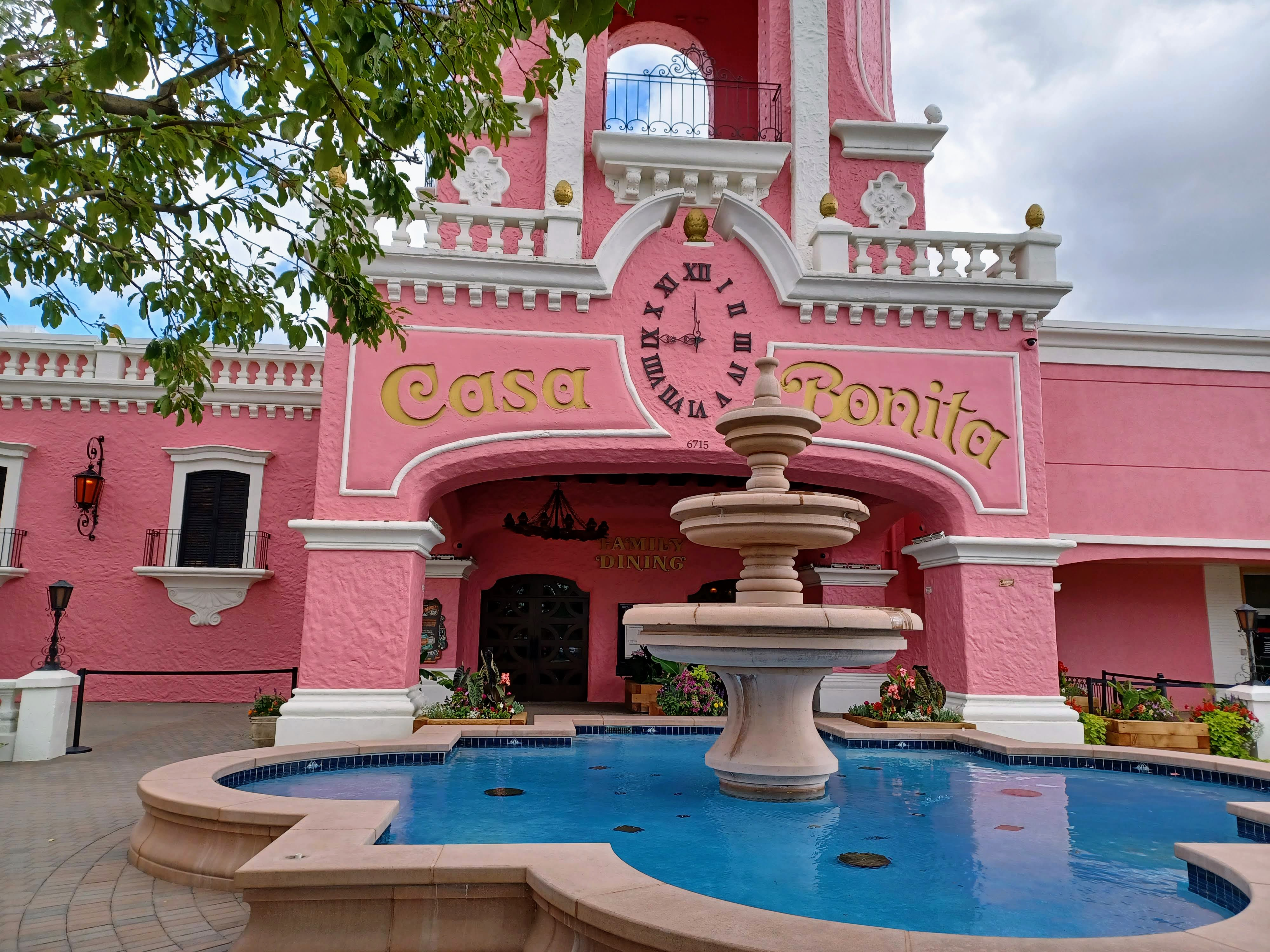
"Casa Bonita", restaurante de propiedad de los creadores de South Park.

Como dato curioso, la restauración del restaurante de perritos calientes que se muestra en el episodio, se basó en la idea abandonada de Stone y Parker de salvar en la vida real el puesto de perritos calientes «Coney Island» ubicado en Bailey, Colorado. Los creadores de la serie ya habían salvado otro restaurante icónico de Colorado y del propio South Park: «Casa Bonita», el cual fue restaurado y abierto al público en mayo de 2023, pero esta vez no hicieron lo propio con el puesto de perritos calientes. Para algunos críticos, las conflictos laborales narrados en el episodio pudieron ser reflejo de los mismos problemas a que se vieron avocados Stone y Parker al reabrir «Casa Bonita».

## Temática y referencias culturales

### Temática principal

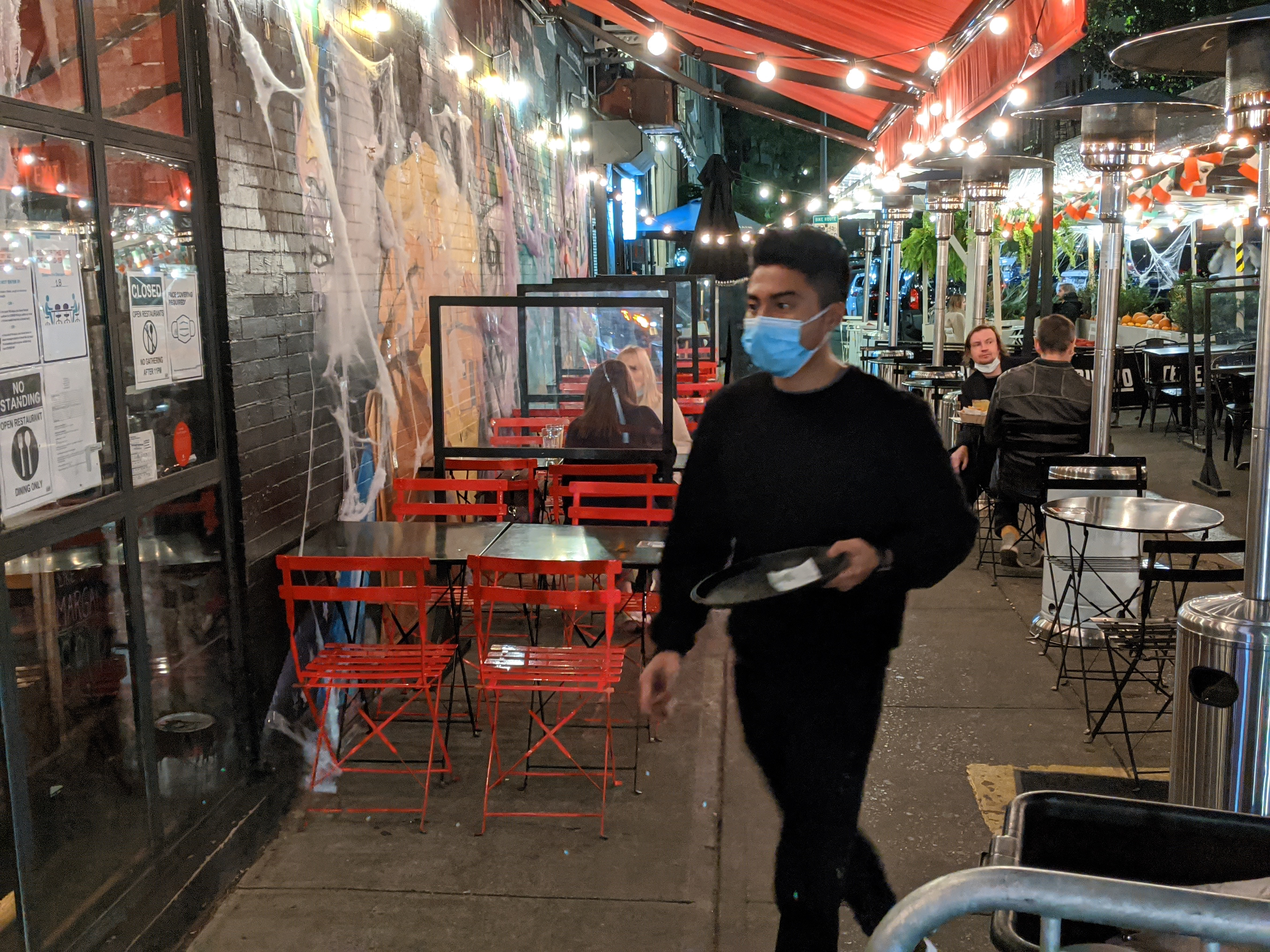
El tema principal del episodio es conocido como "la gran renuncia"

En el episodio, los creadores de la serie animada abordan el fenómeno laboral conocido como «la gran renuncia» o «gran dimisión» (en inglés, The Great Resignation) que se observó predominantemente en Estados Unidos a partir del año 2020, tras la pandemia de COVID-19. Este fenómeno se caracterizó por un aumento significativo en las tasas de dimisión de empleados y una elevada rotación laboral en diversos sectores de la economía. El término fue popularizado por el profesor Anthony Klotz, quien argumentó que la pandemia había creado una serie de condiciones que llevaron a un número inusualmente alto de trabajadores a reconsiderar y, en muchos casos, abandonar sus empleos.
La «gran renuncia» tuvo un impacto significativo en el mercado laboral estadounidense y mundial. Las empresas enfrentaron desafíos para cubrir vacantes y retener talento. South Park intenta retratar este fenómeno mostrando el fracaso de Eric Cartman en sus intentos de contratar personal debido al desinterés general de los habitantes del pueblo.
Estas nuevas condiciones laborales llevaron a las empresas a una mayor inversión en programas de bienestar y desarrollo profesional. Además aceleraron varias tendencias emergentes en el mundo laboral, como el teletrabajo, la automatización y la búsqueda de una mayor equidad y bienestar en los lugares de trabajo, lo cual también es objeto de parodia en el episodio, cuando Cartman y Kenny deciden tomarse días para teletrabajo, a pesar de estar empleados en negocios de comida rápida, que exigen presencialidad para poder atender a los clientes.
«La gran renuncia» también produjo una mayor incidencia de los temas de salud mental y el equilibrio entre la vida laboral y personal como factores cruciales en la retención de empleados. South Park hace parodia de estas circunstancias a través de varios personajes que reclaman beneficios laborales (trabajo en casa, días de descanso y recesos en la jornada laboral). Este fenómeno tuvo especial incidencia y afectación en restaurantes y sectores económicos que requerían interacciones personales directas . Por esta razón los creadores de la serie aprovecharon la locación del puesto de perritos y la heladería «Willy´s» para ambientar el episodio.
A pesar de que la «gran renuncia» fue impulsada especialmente por los milenials y miembros de la Generación Z, que son más propensos a la insatisfacción laboral por las expectativas creadas, en el episodio, South Park extendió el problema a todas las generaciones de trabajadores, no solo a los más jóvenes.

### Referencias culturales

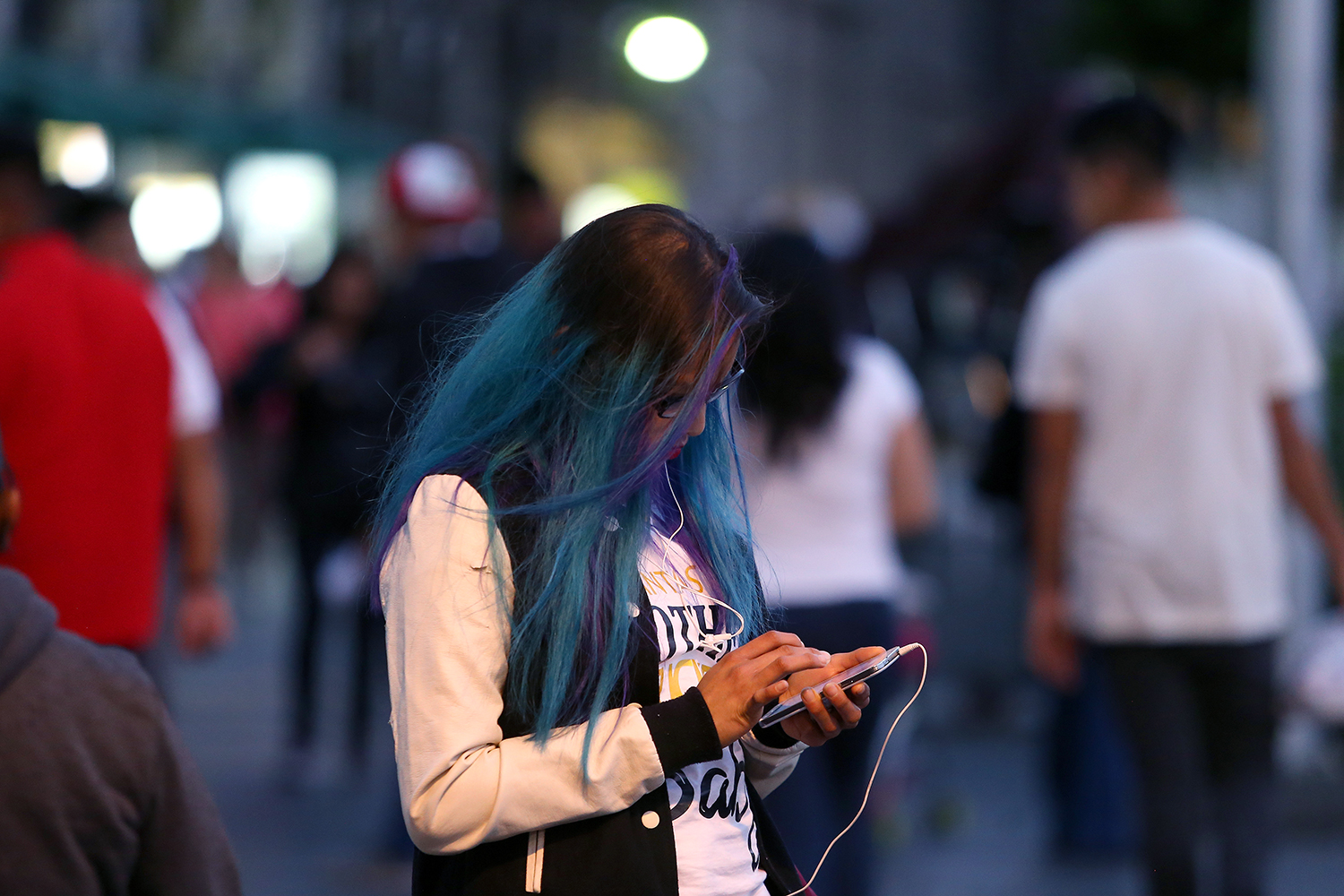
En el episodio se efectúa una critica a la ética de trabajo de los milenials y la generación z